# (31318) 1998 GQ10
(31318) 1998 GQ10 est un astéroïde de la ceinture principale aréocroiseur découvert en 1998.

## Description
(31318) 1998 GQ10 a été découvert le 4 avril 1998 à l'observatoire de Fair Oaks Ranch au Texas, États-Unis, par John V. McClusky.

### Caractéristiques orbitales
L'orbite de cet astéroïde est caractérisée par un demi-grand axe de 2,57 ua, un périhélie de 1,53 ua, une excentricité de 0,41 et une inclinaison de 6,26° par rapport à l'écliptique. Du fait de ces caractéristiques, à savoir un demi-grand axe inférieur à 3,2 ua et un périhélie compris entre 1,3 et 1,666 ua, il croise l'orbite de Mars et est classé, selon la JPL Small-Body Database, comme astéroïde aréocroiseur (aréo venant de Arès).

### Caractéristiques physiques
(31318) 1998 GQ10 a une magnitude absolue (H) de 15,4 et un albédo estimé à 0,164.